# Jim Henderson
Jim Henderson (né le 21 octobre 1982 à Calgary, Alberta, Canada) est un ancien lanceur de relève droitier des Ligues majeures de baseball.

## Carrière
Jim Henderson est repêché par les Expos de Montréal au 26e tour de sélection en 2003 alors qu'il joue au baseball dans un collège d'Athens, au Tennessee. Il joue en ligues mineures dans le réseau de filiales des Expos, des Nationals de Washington, des Cubs de Chicago et des Brewers de Milwaukee avant de faire ses débuts dans le baseball majeur à l'âge de 29 ans. Il dispute sa première partie avec l'équipe de Milwaukee le 26 juillet 2012. Employé comme lanceur de relève, le droitier enregistre le 7 août 2012 face aux Reds de Cincinnati son premier sauvetage. Vers la fin de la saison, le 2 octobre, il remporte contre les Padres de San Diego sa première victoire. Il est principalement employé comme lanceur préparant l'entrée dans le match du stoppeur des Brewers. Sa moyenne de points mérités s'élève à 3,52 en 30 manches et deux tiers lancées, au cours desquelles il enregistre 45 retraits sur des prises, réalise 3 sauvetages, gagne un match et en perd 3.
En 2013, Henderson remet une belle moyenne de points mérités de 2,70 en 60 manches lancées. Il réussit 75 retraits sur des prises en 61 matchs, gagne 5 matchs, en perd 5 et réalise 28 sauvetages comme principal stoppeur des Brewers.
Il joue de 2012 à 2014 pour Milwaukee puis passe la saison 2015 avec l'un de leurs clubs affiliés en ligues mineures. Le 3 décembre 2015, il est mis sous contrat par les Mets de New York. Il lance 35 manches lors de 44 apparitions en relève pour les Mets en 2016 et sa moyenne de points mérités se chiffre à 4,11.
Le 27 janvier 2017, il signe un contrat des ligues mineures avec les Cubs de Chicago.

## Jeux panaméricains
Henderson remporte en octobre 2011 à Guadalajara la médaille d'or avec l'équipe de baseball du Canada aux Jeux panaméricains. En 2012, Henderson et le reste d'Équipe Canada entrent au Temple de la renommée du baseball canadien.

## Classique mondiale de baseball
Henderson joue avec le Canada à la Classique mondiale de baseball 2017.